# Examenstidning
En examenstidning ges ut för att uppmärksamma personer som fullbordat en utbildning. Den produceras vanligen av eleverna vid samma skola, ofta av medlemmar ur avgångsklassen. Innehållet är vanligen ett uppslag per klass med bilder och verser om elever och lärare, litterärt innehåll av varierande nivå samt annonser som stödjer utgivningen ekonomiskt.
Examenstidningar har en lång tradition vid många svenska gymnasieskolor, särskilt vid landets tekniska gymnasier. Vid skolor i Nordamerika finns en motsvarighet i Highschool Yearbooks, som dock ofta är mer påkostade än de svenska examenstidningarna.

## Exempel på examenstidningar
- Vårflamman, Sven Eriksonsgymnasiet i Borås
- Analysen, Rinmanskolan i Eskilstuna (första utgåvan 1916)
- Philuren, Erik Dahlbergsgymnasiet i Jönköping
- Resultanten, Högre Tekniska Läroverket i Stockholm
- REFLEX Luleåteknisternas tidning, Midskogsskolan i Luleå
- PANG, Pauliskolan i Malmö
- FINIS-tidningen, Ebersteinska gymnasiet i Norrköping (första utgåvan 1909)
- Liggaren, Teknikum i Växjö (första utgåvan 1964)
- In Statu Nascendi, Rudbecksskolan i Örebro (första utgåvan senast 1905)